# Hendrik Antoon Pothast
Hendrik Antoon Pothast (Nijmegen, 13 augustus 1847 – Amsterdam, 1 oktober 1924) was een Nederlands schilder.

## Leven en werk
Pothast was een zoon van hoofdonderwijzer Coenradus Pothast (1800-1877) en van Elisabeth Hoogveld (1820-1853). Hij was actief als decoratieschilder en portretschilder, hij schilderde verder genrestukken en portretten. Pothast nam onder meer deel aan een aantal tentoonstellingen van Levende Meesters.
Hij trouwde in 1875 met Catharina Anna Christina Verhaaren (1850-1903). Het gezin Pothast-Verhaaren woonde in Roermond, Halle (ca. 1878-1883), Amsterdam (1883-1902), Den Haag (1902-1903) en vanaf 1903 weer in Amsterdam. Uit het huwelijk werden onder anderen de schilders Willem (1877-1916) en Bernard (1882-1966) en onderwijzer Joseph Pothast (1890-1960) geboren. Laatstgenoemde trouwde met onderwijzeres en kinderboekenschrijfster Christina Elizabeth Gimberg.
Pothast overleed op 77-jarige leeftijd. Hij werd begraven op de rooms-katholieke begraafplaats Buitenveldert.

## Enkele werken
- Portret van jonkheer Willem Philip Teding van Berkhout (1884), Hofje van Noblet
- Portretten van J.J.A.L. Beuns (1884), J.E. Basquin (1884) en J.H. Schmier (1896?), regenten van het huis Brentano's Steun des Ouderdoms
- Portret van Gajac (1886), Museum Hilversum
- Portret van J. Vernieuwe (1886), Museum Ons' Lieve Heer op Solder
- Portretten (pedanten) van Douwe Jan Vincent van Sytzama (1886) en Adriana Janke Albarda, Fries Museum
- Portret van pastoor J.W. Brouwers (1889) te Bovenkerk
- Portret van Samuel Anne van Hoogstraten (1892)
- Portret van Johannes Galenus van Sytzama (1893)
- Schilderingen van Amor met hart, Amor met pijl en boog en musicerende putti (1906), Herengracht 582 te Amsterdam.

## Schilderijen

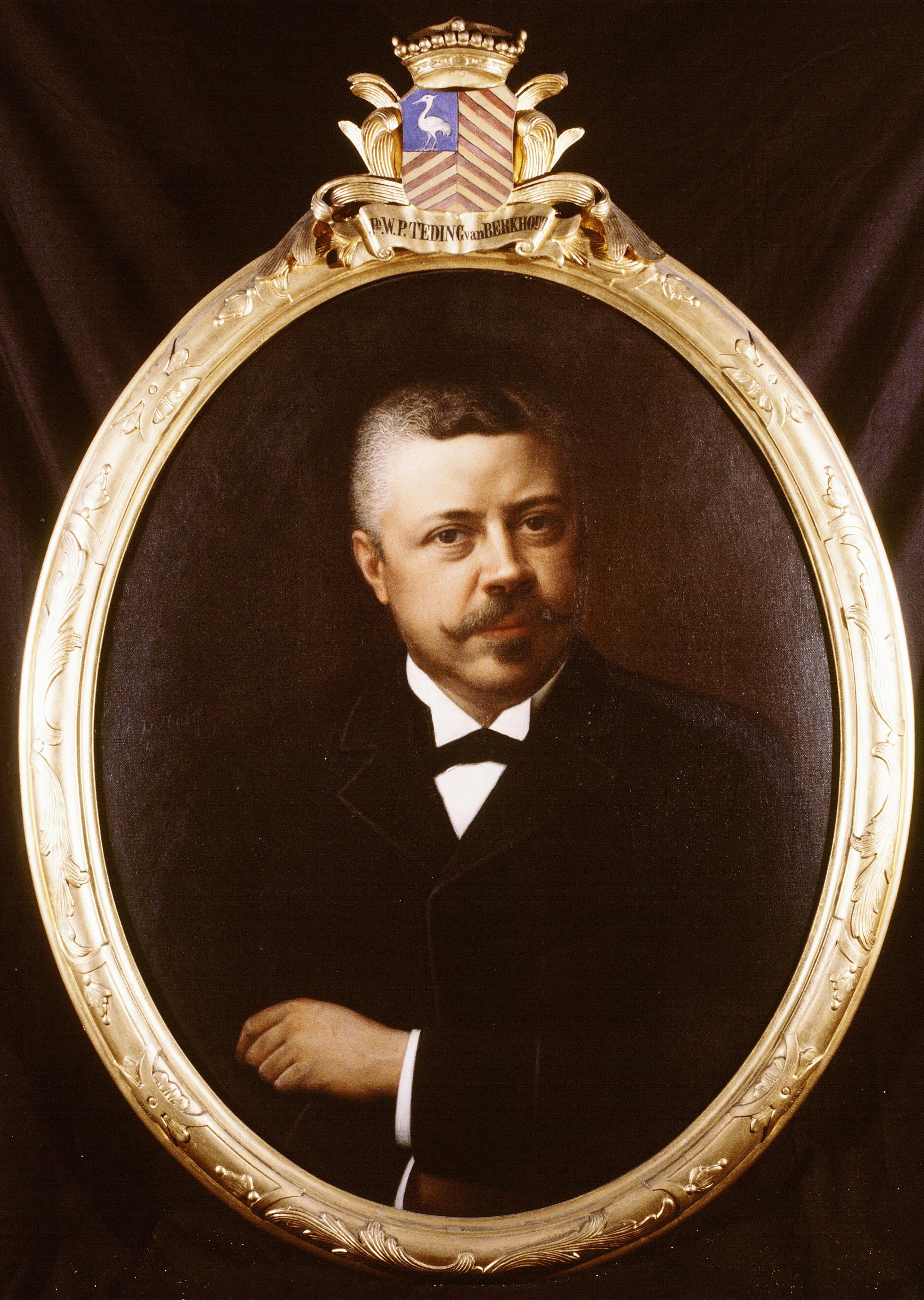
Jhr. W.P. Teding van Berkhout (1884)
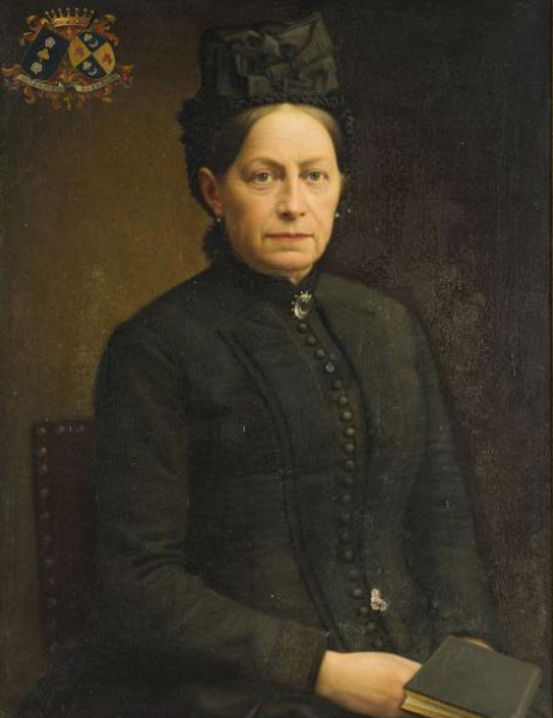
A.J. Albarda, echtgenote van D.J.V. van Sytzama (1886), Fries Museum
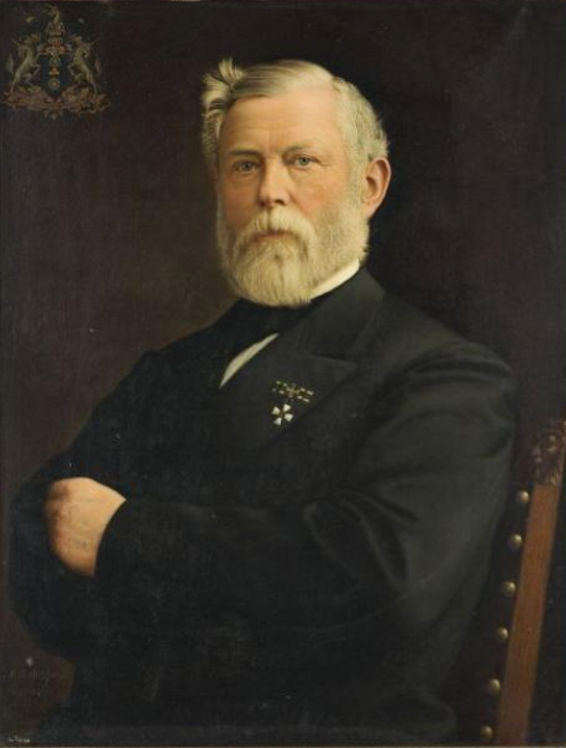
D.J.V. baron van Sytzama (1886), Fries Museum
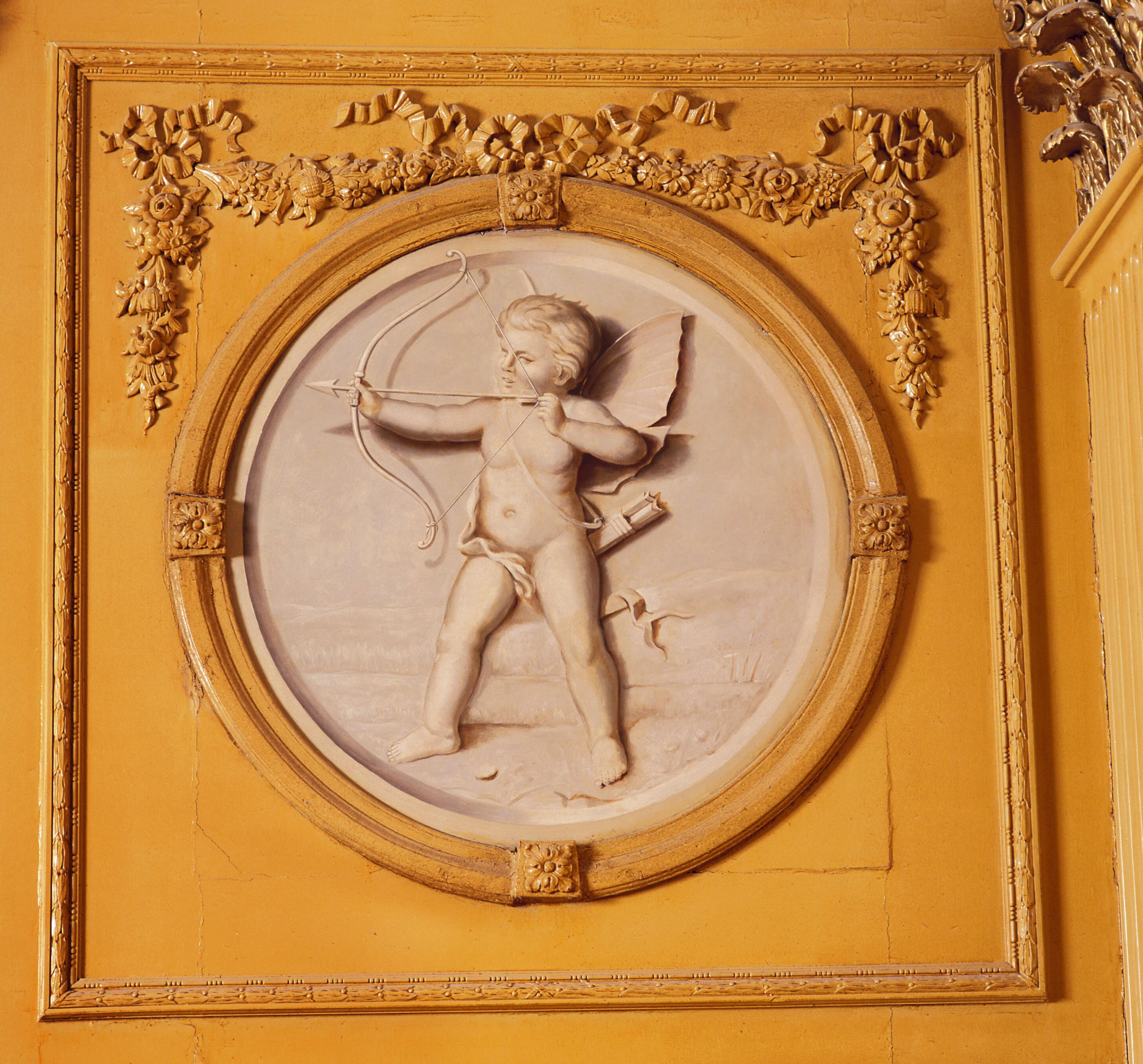
Amor met pijl en boog (1906)